# Корвет типу «Абхай».
Корвети ВМС Індії типу «Абхай» є адаптованими варіантами радянського типу «Тарантул». Цей тип передусім призначався для патрулювання узбереж та боротьби з підводними човнами. Очікується, що останній корабель типу буде виведено з експлуатації до 2025 року.

## Опис
Тип «Абхай» модифіковано з класу Pauk II (Project 1241 PE). Кораблі були побудовані на верфі Володарського в колишньому Радянському Союзі. Кораблі типу «Абхай» довші, мають більші торпедні апарати та покращену електроніку порівняно з кораблями класу Pauk I.  Кораблі цього класу були названі на честь колишніх патрульних катерів типу «Абхай».  
Тип «Абхай» має бути модернізований інтегрованою гідролокаційною системою Abhay, розробленою Морською фізичною та океанографічною лабораторією. 

## Сервісна історія
INS Agray була пошкоджена в 2004 році, коли протичовнова ракета, випущена з бортової пускової установки РБУ-1200, дала осічку і вибухнула на борту корабля.  Після аварії корвет було переобладнано в патрульний корабель і корабель для випробувань систем радіоелектронної боротьби. 
Міністерство оборони дозволило придбання 16 прибережних протичовнових кораблів для заміни кораблів типу «Абхай». 
INS Ajay була знята з експлуатації 19 вересня 2022 року після 32 років служби у ВМС Індії. 

## Кораблі типу«Абхай»
| Ім'я   | Вимпел | Будівельник   | Порт приписки | Зданий в експлуатацію | Виведений з експлуатації | Статус                |
| ------ | ------ | ------------- | ------------- | --------------------- | ------------------------ | --------------------- |
| Abhay  | P33    | Володарського | Мумбаї        | 10 березня 1989       |                          | Активний              |
| Ajay   | P34    | Володарського | Мумбаї        | 24 січня 1990 року    | 19 вересня 2022 р        | Знятий з експлуатації |
| Akshay | P35    | Володарського | Мумбаї        | 10 грудня 1990 року   | 3 червня 2022 р          | Знятий з експлуатації |
| Agray  | P36    | Володарського | Мумбаї        | 30 січня 1991         | 27 січня 2017            | Знятий з експлуатації |